# Andrée Brunet
Andrée Brunet, geb. Joly (* 16. September 1901 in Paris; † 30. März 1993 in Boyne City, Michigan) war eine französische Eiskunstläuferin, die im Einzellauf und im Paarlauf startete.
Im Einzellauf wurde Joly von 1921 bis 1930 zehnmal in Folge französische Meisterin und hält damit bis heute den Rekord für die meisten Titel in der Damenkonkurrenz bei Französischen Meisterschaften. Sie nahm im Einzellauf an zwei Olympischen Spielen teil. 1924 in Chamonix belegte sie den fünften Platz und 1928 in St. Moritz wurde sie Elfte.
Ungleich erfolgreicher war Joly zusammen mit Pierre Brunet im Paarlauf. Insgesamt wurden sie elfmal französische Meister (1924 bis 1933 und 1935) und nahmen fünfmal an Weltmeisterschaften teil. Bei ihrer ersten Weltmeisterschaft gewannen sie 1925 in Wien die Silbermedaille hinter Herma Szabó und Ludwig Wrede. Bei sämtlichen anderen Teilnahmen, 1926 in Berlin, 1928 in London, 1930 in New York und 1932 in Montréal, wurde das Paar Weltmeister. Im Jahr 1932 gewannen die Brunets im heimischen Paris, bei ihrer einzigen Europameisterschaftsteilnahme, die Goldmedaille. Joly und Brunet bestritten zusammen insgesamt drei Olympische Spiele. 1924 in Chamonix gewannen sie die Bronzemedaille hinter Helene Engelmann und Alfred Berger aus Österreich und Ludowika und Walter Jakobsson aus Finnland, 1928 in St. Moritz und 1932 in Lake Placid wurden sie Olympiasieger. Aus Protest gegen die Nazis verzichteten sie auf ihre mögliche Titelverteidigung bei den Olympischen Winterspielen 1936, hatten aber bereits seit 1932 keine Weltmeisterschaft mehr bestritten.
Das Paar beendete 1936 seine Amateurkarriere. Sie wurden Profis und emigrierten 1940 in die USA. Später wurden sie Trainer. Zu ihren Schülern gehörten unter anderem Carol Heiss und Scott Hamilton.
Andrée Joly und Pierre Brunet heirateten 1929. Das Paar hatte einen Sohn Jean-Pierre, der zusammen mit Donna Jeanne Pospisil in den Jahren 1945 und 1946 US-Meister bei den Sportpaaren wurde. Jean-Pierre kam bei einem Autounfall 1948 19-jährig ums Leben.
Andrée und Pierre Brunet wurden 1976 in die Eiskunstlauf Hall of Fame aufgenommen.

## Ergebnisse

### Einzellauf
| Wettbewerb / Jahr            | 1921 | 1922 | 1923 | 1924 | 1925 | 1926 | 1927 | 1928 | 1929 | 1930 |
| ---------------------------- | ---- | ---- | ---- | ---- | ---- | ---- | ---- | ---- | ---- | ---- |
| Olympische Winterspiele      |      |      |      | 5.   |      |      |      | 11.  |      |      |
| Französische Meisterschaften | 1.   | 1.   | 1.   | 1.   | 1.   | 1.   | 1.   | 1.   | 1.   | 1.   |

### Paarlauf
(mit Pierre Brunet)
| Wettbewerb / Jahr            | 1924 | 1925 | 1926 | 1927 | 1928 | 1929 | 1930 | 1931 | 1932 | 1933 | 1934 | 1935 |
| ---------------------------- | ---- | ---- | ---- | ---- | ---- | ---- | ---- | ---- | ---- | ---- | ---- | ---- |
| Olympische Winterspiele      | 3.   |      |      |      | 1.   |      |      |      | 1.   |      |      |      |
| Weltmeisterschaften          |      | 2.   | 1.   |      | 1.   |      | 1.   |      | 1.   |      |      |      |
| Europameisterschaften        |      |      |      |      |      |      |      |      | 1.   |      |      |      |
| Französische Meisterschaften | 1.   | 1.   | 1.   | 1.   | 1.   | 1.   | 1.   | 1.   | 1.   | 1.   |      | 1.   |